# 386 Siegena
A 386 Siegena (ideiglenes jelöléssel 1894 AY) a Naprendszer kisbolygóövében található aszteroida. Maximilian Franz Joseph Cornelius Wolf fedezte fel 1894. március 1-én.
A kisbolygót Siegen Észak-Rajna-vesztfáliai kisvárosról nevezték. el.